# Auchinleck
Auchinleck är en ort i Storbritannien.   Den ligger i kommunen East Ayrshire och riksdelen Skottland, i den centrala delen av landet, 500 km nordväst om huvudstaden London. Auchinleck ligger 157 meter över havet och antalet invånare är 3 282.
Terrängen runt Auchinleck är varierad. Runt Auchinleck är det ganska tätbefolkat, med 116 invånare per kvadratkilometer. Närmaste större samhälle är Cumnock, 2,5 km sydost om Auchinleck. Trakten runt Auchinleck består i huvudsak av gräsmarker.